# Брэддок: Без вести пропавшие 3
«Брэ́ддок: Без вести пропавшие 3» (англ. Braddock: Missing in Action III) — американский боевик режиссёра Аарона Норриса. Премьера фильма состоялась 22 января 1988 года. Завершающая часть трилогии «Без вести пропавшие».

## Сюжет
Полковник Джеймс Брэддок случайно узнаёт, что его жена, которая, как он считал, погибла в 1975 году во время вывода войск США из Южного Вьетнама, на самом деле жива. Брэддок тайно проникает во Вьетнам, где находит её и своего сына. Попутно он обнаруживает приют, в котором содержатся дети, рождённые во время войны вьетнамскими женщинами от американских солдат. Теперь он должен спасти от преследователей свою семью и детей из приюта. 

## В ролях
- Чак Норрис — полковник Джеймс Брэддок
- Аки Алеонг — генерал Куок
- Кит Дэвид
- Роланд Харра III
- Мики Ким
- Иегуда Эфрони
- Рон Баркер
- Флойд Левайн
- Джек Рейдер
- Мелинда Бетрон

## Критика
Фильм получил негативные оценки критиков.